# Bascanichthys ceciliae
Bascanichthys ceciliae är en fiskart som beskrevs av Jacques Blache och Cadenat, 1971. Bascanichthys ceciliae ingår i släktet Bascanichthys och familjen Ophichthidae. Inga underarter finns listade.